# Општина Грошиј Циблешулуј (Марамуреш)
Грошиј Циблешулуј (рум. Groşii Ţibleşului) општина је у Румунији у округу Марамуреш.
Oпштина се налази на надморској висини од 491 m.

## Становништво

### Хронологија
| Година       | 2004 | 2005 | 2006 | 2007 | 2008 | 2009 | 2010 | 2011 | 2012 | 2013 | 2014 | 2015 | 2016 | 2017 |
| ------------ | ---- | ---- | ---- | ---- | ---- | ---- | ---- | ---- | ---- | ---- | ---- | ---- | ---- | ---- |
| Становништво | 2232 | 2242 | 2237 | 2230 | 2217 | 2191 | 2168 | 2140 | 2130 | 2115 | 2112 | 2114 | 2099 | 2085 |